# نهر فولوغدا

خريطة حوض دفينا الشمالي، يظهر من خلاله نهر فولوغدا

نهر فولوغدا (بالروسية: Вологда)‏ هو نهر في منطقتي شيكسنينسكي وفولوغدسكي في فولوغدا أوبلاست، وكذلك في مدينة فولوغدا في روسيا. هو الرافد الأيمن لنهر سوخونا، يبلغ 155 كيلومتر (96 ميل) ومساحة حوضه 3,030 كيلومتر مربع (1,170 ميل2). يأخذ النهر اسمه من مدينة فولوغدا، التي تقع على نهر فولوغدا.
وفقا ل ماكس فاسمر، فاسم «فولوغدا» مشتق من اللغة الأورالية، ويعني «مدينة بيضاء». وتشير مصادر أخرى أن معناه هو «المياه البيضاء» 
يقع منبع فولوغدا في الجزء الغربي من منطقة فولوغدسكي. يتدفق النهر شمالًا، ويدخل منطقة شيكسنينسكي لعدة كيلومترات، ويعود إلى منطقة فولوغدسكي ويتحول إلى الجنوب الغربي. وادي فولوغدا مكتظ بالسكان.
يتكون حوض نهر فولوغدا من الجزء الأكبر من منطقة فولوغودسكي، بالإضافة إلى مناطق ثانوية في منطقتي شيكسنينسكي وغريازوفيتسكي في فولوغدا أوبلاست. وهي تنتمي إلى أحواض نهر دفينا الشمالي والبحر الأبيض.
يعد فولوغدا صالحًا للملاحة من التقائه بنهر توشنيا، ومع ذلك، لا يوجد نقل للركاب.